# Consonante obstruyente
Una consonante obstruyente es un sonido consonántico que se articula obstruyendo el paso del aire en el tracto bucal de tal manera que se incrementa la presión del aire antes de la obstrucción. Las obstruyentes pueden a su vez clasificarse en:
- consonantes oclusivas, que se producen mediante un bloqueo u oclusión completa de la corriente de aire durante un instante muy breve.
- consonantes fricativas, que se producen sin oclusión completa, aunque con una constricción que produce un flujo muy turbulento con fricción audible.
- consonantes africadas, que se producen mediante una oclusión momentánea que se libera rápidamente generándose un flujo subsiguiente turbulento con fricción; es decir que una consonante africada viene a equivaler a una oclusiva más una fricativa en rápida sucesión.

Cuando una consonante no es obstruyente, se dice que es sonante (o sonorante). Todas las lenguas del mundo poseen consonantes obstruyentes sordas, aunque las obstruyentes sonoras también son frecuentes en las lenguas del mundo (algunas lenguas carecen de ellas). En cambio las sonantes de las lenguas del mundo casi siempre son sonoras, siendo tipológicamente infrecuentes las sonantes sordas.